# Deopalpus miscelli
Deopalpus miscelli är en tvåvingeart som först beskrevs av Daniel William Coquillett 1897.  Deopalpus miscelli ingår i släktet Deopalpus och familjen parasitflugor.
Artens utbredningsområde är Kalifornien. Inga underarter finns listade i Catalogue of Life.